# Johann Gottfried Kiel
Johann Gottfried Kiel (getauft 25. Oktober 1716 in Körner; begraben 11. November 1791) war Fayencen-Maler in der Fayencen-Manufaktur Abtsbessingen bei Ebeleben in Thüringen. Etwa ein Drittel aller überlieferten Abtsbessinger Fayencen haben seine Signaturen.

## Leben
Johann Gottfried Kiel war der Sohn des Leinewebers Johann Georg Kiel. Über seine Jugend und Ausbildung ist nichts bekannt. Am 13. August 1740 vermählte er sich mit Ilsa Sophia Becker aus Fischbeck bei Hameln.
Die erste ihm mit Sicherheit zuzuschreibende Signatur stammt aus dem Jahr 1747. Die Manufaktur existierte bereits um 1740. Wann Kiel seine Arbeit dort begonnen hat, ist nicht bekannt. Es ist unklar, ob Kiel gelernter Maler war oder durch seine Talente in die Tätigkeit eines Fayencenmalers hineinwuchs.
Während die anderen Maler jeweils nur einige Jahre in Abtsbessingen tätig waren, blieb Kiel bis zum Ende der Manufaktur um 1790. 1770 war die Produktion teilweise zum Erliegen gekommen, da die fürstliche Familie die Pachtverträge nicht verlängert hatte und die Gebäude teilweise abgerissen wurden.
Zum Ende des Jahres 1769 wurde die Stelle des Kantors in Abtsbessingen frei. Da Johann Gottfried Kiel des Singens, der Bibel, des Lesens und Schreibens kundig war, erhielt er – gegen den Einspruch der Gemeinde, die seine Stimme zu leise fand – die Kantorenstelle.
Abtsbessinger Fayencen findet man in ca. zwanzig Museen, die meisten davon im Anger-Museum Erfurt, im Schlossmuseum Sondershausen und im Schlossmuseum Arnstadt.

## Archivalien
- Kirchenbuch der Gemeinde Körner 1678–1755